# 261108 Obanhelian
261108 Obanhelian este o planetă minoră (asteroid) din centura de asteroizi. A fost descoperită pe 24 septembrie 2005 la Observatorul Apache Point de Andrew C. Becker⁠(d). 
Obiectul prezintă o orbită caracterizată de o semiaxă mare de 3,1170532217063 UAi, o excentricitate de 0,10145313410717, o înclinație de 6,254969737763 ° în raport cu ecliptica.